# Lijerica

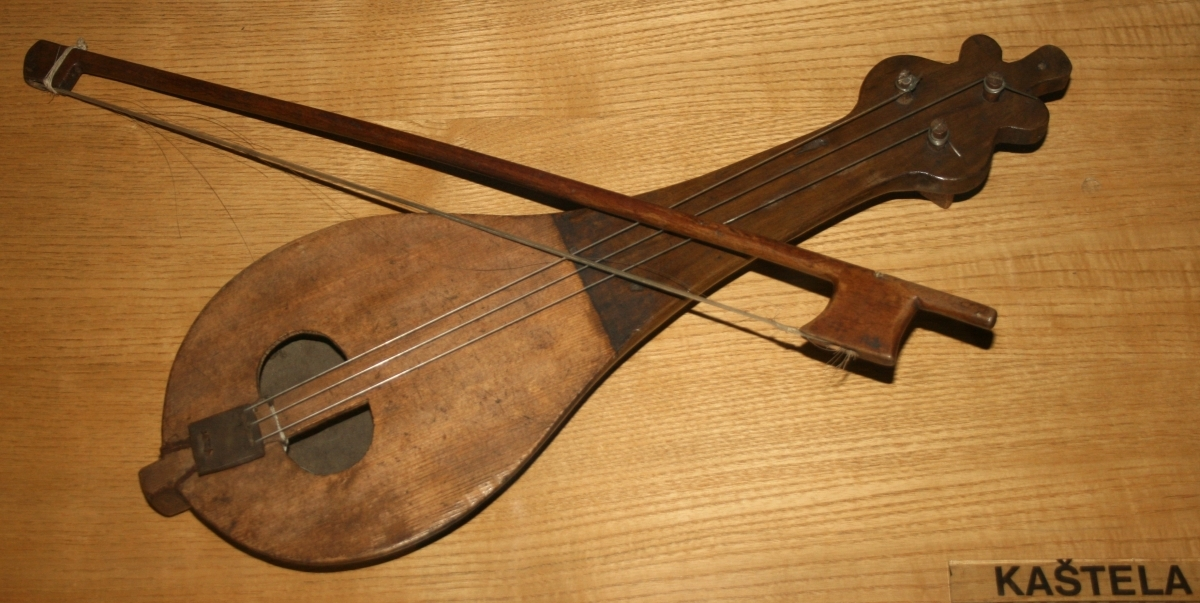
Lijerica aus Dalmatien

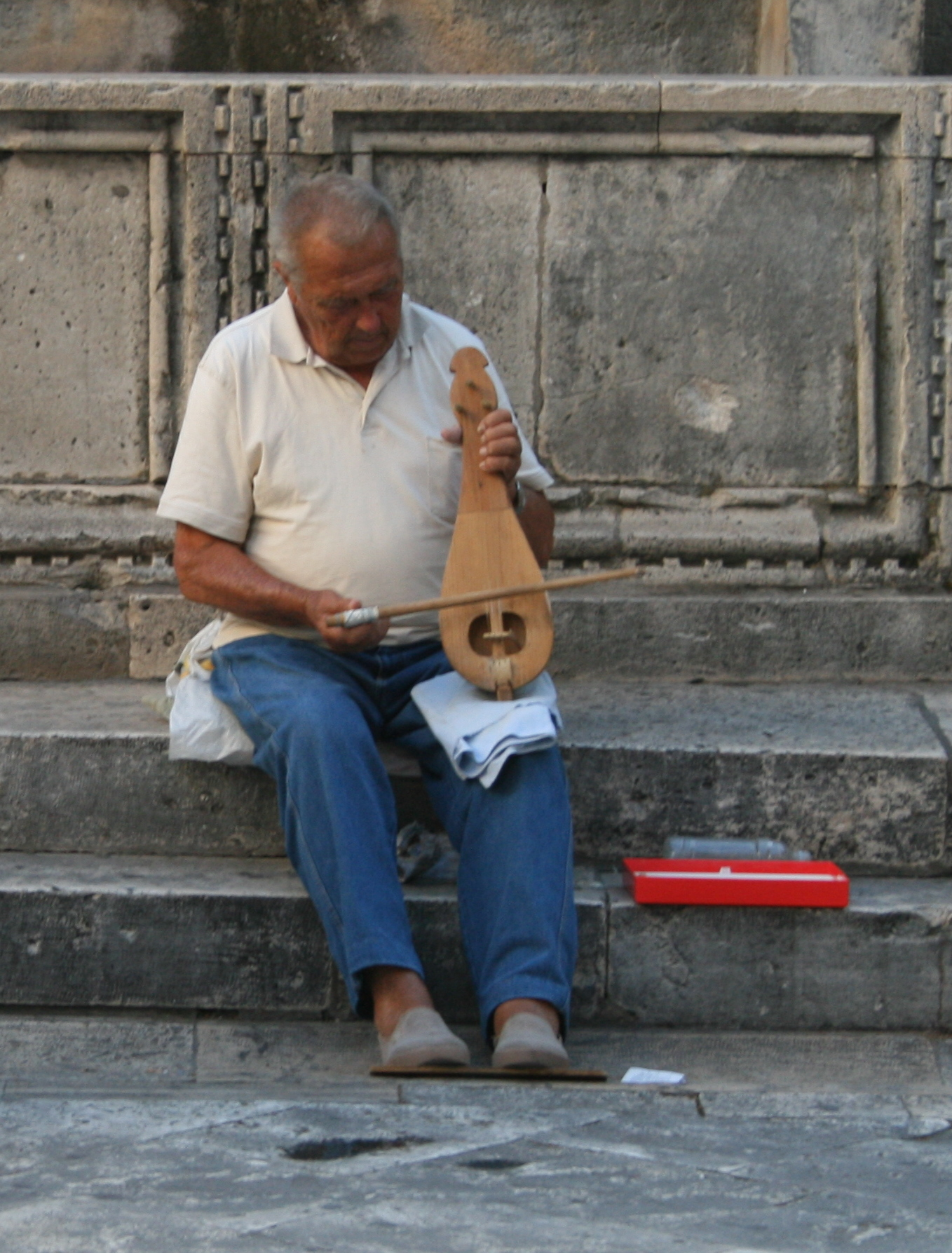
Musiker in Dubrovnik

Lijerica, auch lirica, ist eine gestrichene Schalenhalslaute, die nur im Süden der südkroatischen Küstenregion Dalmatien in der Umgebung von Dubrovnik gespielt wird. 
Der birnenförmige Korpus, der in einen kurzen Hals übergeht, wird aus einem Holzblock herausgeschnitzt und mit einer dünnen flachen Holzdecke beklebt. Die Form ist mit der kretischen lyra verwandt, der Name ist von der Lyra, einer antiken Leier abgeleitet. Das Streichinstrument hat drei relativ dünne Melodiesaiten, die – ebenso wie bei der bulgarischen gadulka – weit vom Hals entfernt sind. Dadurch wird ein Herunterdrücken der Saiten auf den Hals unmöglich. Die Saiten werden stattdessen seitlich mit den Fingernägeln gegriffen. Im Unterschied zur ansonsten ähnlichen gadulka fehlen bei der lijerica die Resonanzsaiten.
Meistens wird nur die höchste Saite zur Melodiebildung abgegriffen, während die beiden anderen Saiten als Bordunsaiten dienen. Die mittlere Saite ist eine Quinte tiefer gestimmt als die höchste, die rechte Saite eine große Sekunde tiefer als die höchste. Die lijerica ist ein sehr leises Instrument. Sie wird mit einem kleinen Rosshaarbogen gestrichen und ist im Allgemeinen wesentlich wendiger zu spielen als die eher etwas schwerfällig zu spielende gadulka, weshalb sie sich für sehr schnelle Stücke besonders gut eignet. Man spielt die lijerica im Sitzen, auf den Schoß gestützt, hauptsächlich zur Begleitung des Tanzstils poskočica (auch linđo).